# باريلا

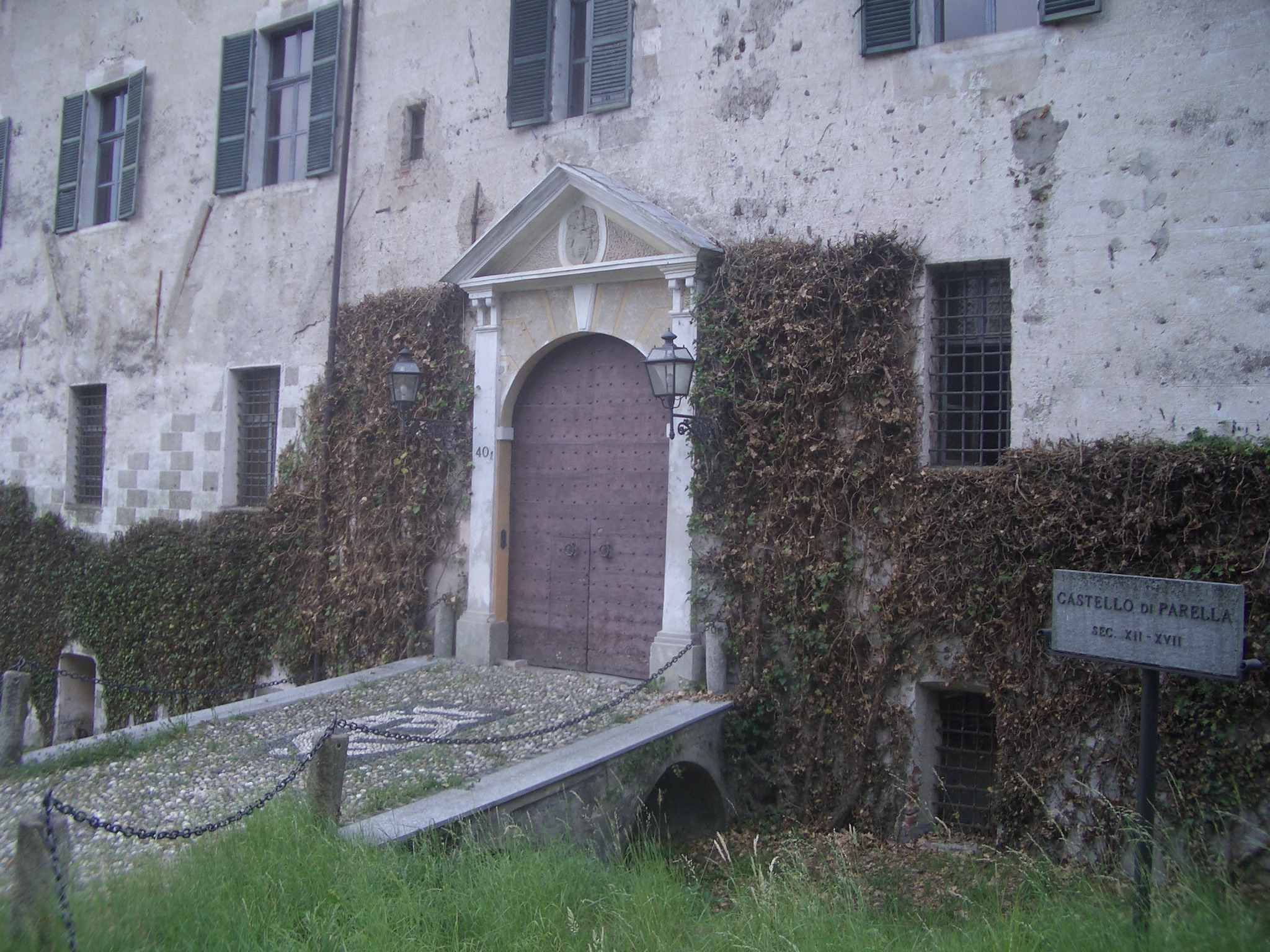
القلعة

باريلا هي بلدية (بلدية) في مدينة تورينو الحضرية في المنطقة الإيطالية بيدمونت، وتقع حوالي 40 كم شمال تورين في كانافيز.
وهي موطن لقلعة من القرنين الثالث عشر والسابع عشر مع اللوحات الجدارية واللوحات.

## روابط خارجية
1. ↑  All demographics and other statistics: Italian statistical institute Istat.
2. ↑  GeoNames (بالإنجليزية), 2005, QID:Q830106